# كوشيار
كُوشِيَار الجيلي (ت. 420 هـ / 1029 م) هو فلكي وجغرافي ، من أهل الگيلان. يُعرف أيضا بكوشيار الديلمي.
هو أبو الحسن كوشيار بن لبان الجيلي. من آثاره: «مجمل الأصول في أحكام النجوم» و «الزيج الجامع» و «المدخل في صناعة أحكام النجوم» و «الأصطرلاب».
قال البيهقي عن ابن لبُّان الجيلي: خالفه بعض المهندسين في تقويم المريخ، فاستخرج جدولاً وسماه: «تعديل المريخ» ، و مما كان يقول ابن لبان الجيلي: «من لم يعرف عيوبه لم يكن مشفقاً على نفسه».